# Пещера Дюрк
Пещера Дюрк — пещера в Табасаранском районе Республики Дагестан. Является памятником природы федерального значения.
Пещера расположена в 300—400 метрах от развилки, ведущей в с. Хустиль, в теле горы покрытой лесом. Из -за близости к с. Хустиль, пещеру иногда называют Хустильской. Вход в пещеру находится на крутом обрыве горы Даркдаг. От дороги пройти к пещере можно по тропинке, которая выложена из местного камня. Абсолютная высотная отметка входа 730 м над уровнем моря.
Пещера представляет собой естественный многозальный грот в скале. Раньше пещера состояла из семи расположенных друг над другом помещений. В настоящее время имеется доступ лишь к двум залам, расположенных на
разных уровнях, входы в остальные помещения завалены. Длина первого зала — 6,5 — 7 м, ширина — 5 м и высота до 4,7 м.
Оба зала связаны между собой деревянной лестницей, разница уровней пола верхнего и нижнего этажей пещеры — 4,5 м.

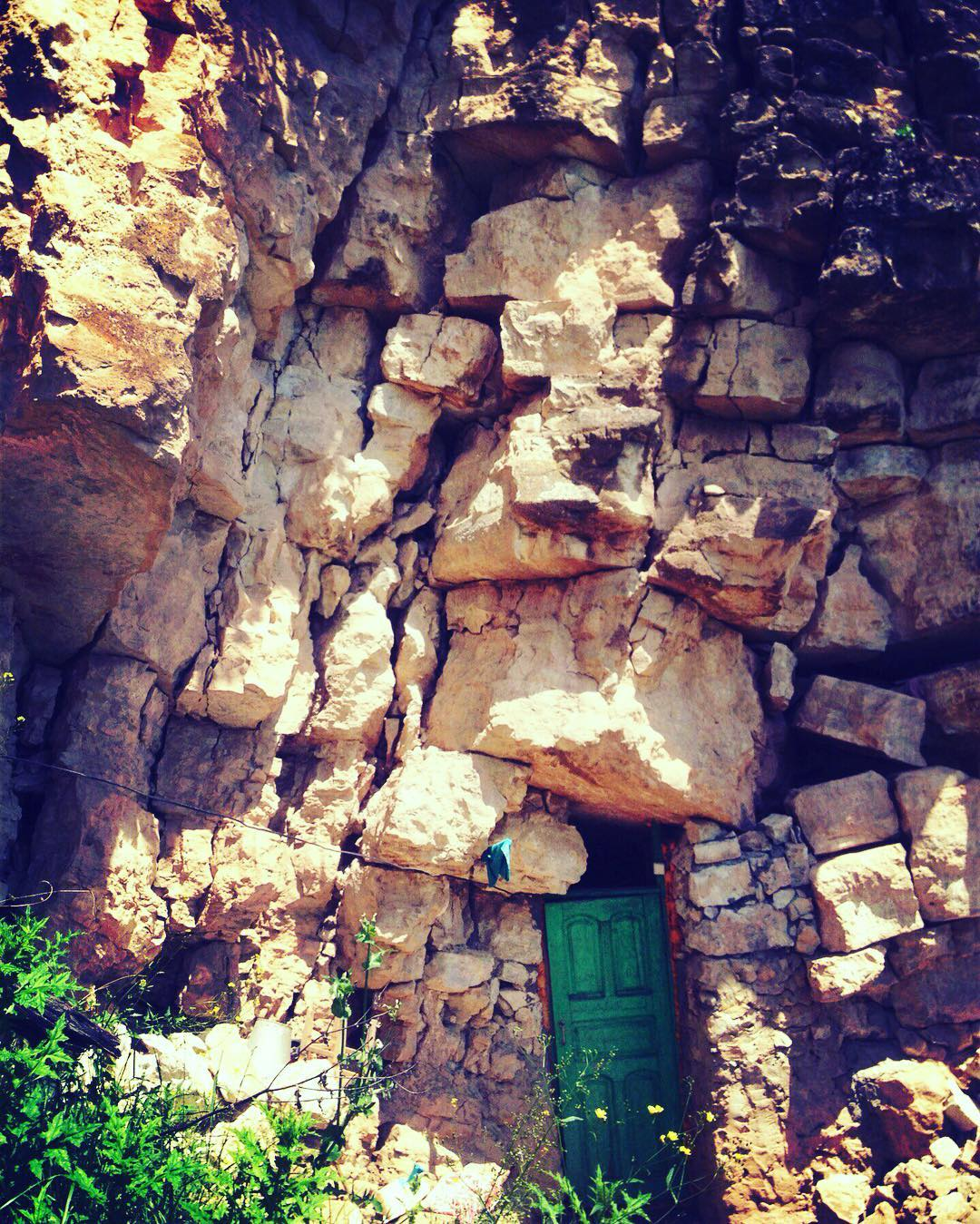
Вход в пещеру

## История
Точного времени образования пещеры никто не знает, однако она овеяна мифами и легендами. Так, например, у местного населения бытует легенда, что некогда в пещере хранился меч легендарного арабского полководца-распространителя ислама — Масламы.